# Biegunowa galaktyka pierścieniowa

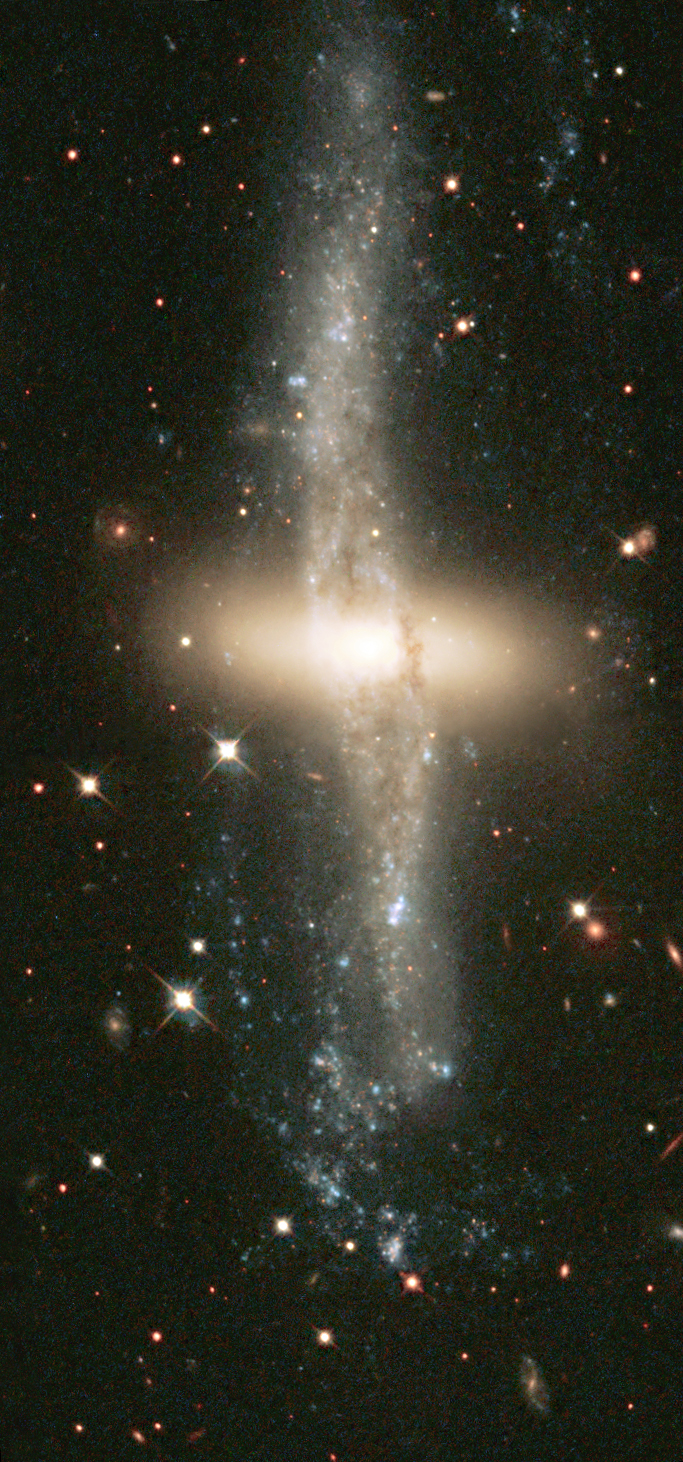
Galaktyka NGC 4650A – przykład biegunowej galaktyki pierścieniowej

Biegunowa galaktyka pierścieniowa – rzadko spotykany typ galaktyki, której gwiazdy, gaz oraz pył rotują wokół jądra po pierścieniach rozciągających się prostopadle do płaszczyzny jej dysku. Taki układ może być spowodowany przypadkowym wychwyceniem materii przez biegunową galaktykę pierścieniową z innej galaktyki, która zbliżyła się w taki sposób, że wchłonięte gwiazdy oraz gaz i pył między gwiezdny ułożyły się w rotujące pierścienie.
Galaktyk tego typu odkryto zaledwie około 100. Przykładami biegunowych galaktyk pierścieniowych są NGC 660, NGC 2685 oraz NGC 4650A.